# Wallburg Gellinghausen

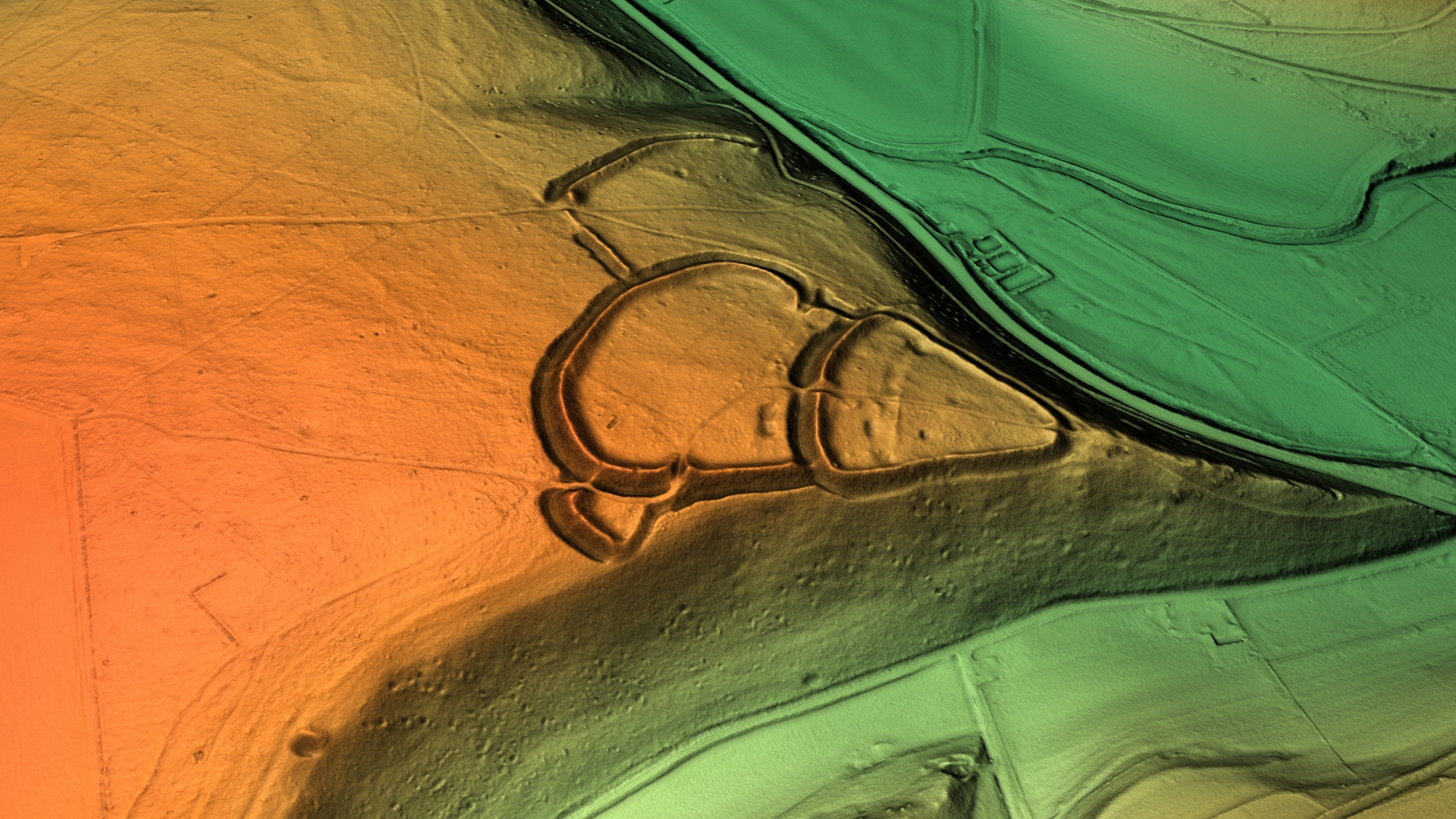
3D-Ansicht des digitalen Geländemodells

Die Wallburg Gellinghausen ist eine Wallburg auf einem Geländesporn am Ostrand der Paderborner Hochfläche über dem Altenautal bei Etteln in Nordrhein-Westfalen. Sie wird auch „Hünenburg“ genannt. Die erste Erwähnung unter diesem Namen erfolgte in einem Verzeichnis der Lehnsgüter des Klosters Abdinghof in der Mitte des 14. Jahrhunderts.

## Beschreibung
Die mittelalterliche Wallburg ist eine mehrteilige Anlage. Die dreieckige Hauptburg ist von einem Wall mit streckenweise vorgelagertem Graben umgeben. Der unterschiedliche Erhaltungsgrad des Walls zwischen 5 m Höhe im West und 0,6 m Höhe im Südostenrührt wohl daher, dass die Befestigung zum Plateau im Westen hin deutlich stärker ausgeführt war als an den Steilhängen. Im Westen ist ihr ein tiefer Graben vorgelagert; weitere, deutlich flachere Gräben befinden sich ansonsten nur an der Spornspitze. Eingänge befinden sich im Westen und Osten der Anlage. Im Osten ist er als Zangentor aus Trockenmauerwerk ausgeführt. Im Westen schließt eine Vorburg von ca. 1,73 ha Innenfläche an, die mit dem Wall der Hauptburg mittels zweier durch den Hauptburggraben hindurch laufende Sperrmauern verbunden ist. Der noch bis zu 5,3 m hohe Wall weist zwei Kammertore aus Mörtelmauerwerk im Norden und Süden auf. Im Norden sind an der Außenseite des Vorburgwalles Mauerreste erkennbar. Im Süden wurde der Zugang zur Vorburg nach Art eines Zwingers durch einen sichelförmigen, bis zu 4 m hohen Wall mit vorgelagertem Graben erschwert. Im Norden sperrt ein 240 m langer und noch bis zu 6,4 m hoher, bogenförmiger Annexwall mit vorgelagertem Graben einen weiteren Teil des Plateaus ab. Sieben Senken in der Hauptburg und zwei auf der Vorburg dürften als die Reste von Kellern der Innenbebauung zu interpretieren sein. 200 m südwestlich der Vorburg befindet sich noch ein 15 m langes und 1,5 m hohes Wallstück mit auslaufendem vorgelagertem Graben, vermutlich der Beginn einer nicht mehr zu Ende geführten Baumaßnahme. Weitere Wälle sind nicht sicher mittelalterlich und können auch in die Eisenzeit datiert werden.

## Forschungsgeschichte

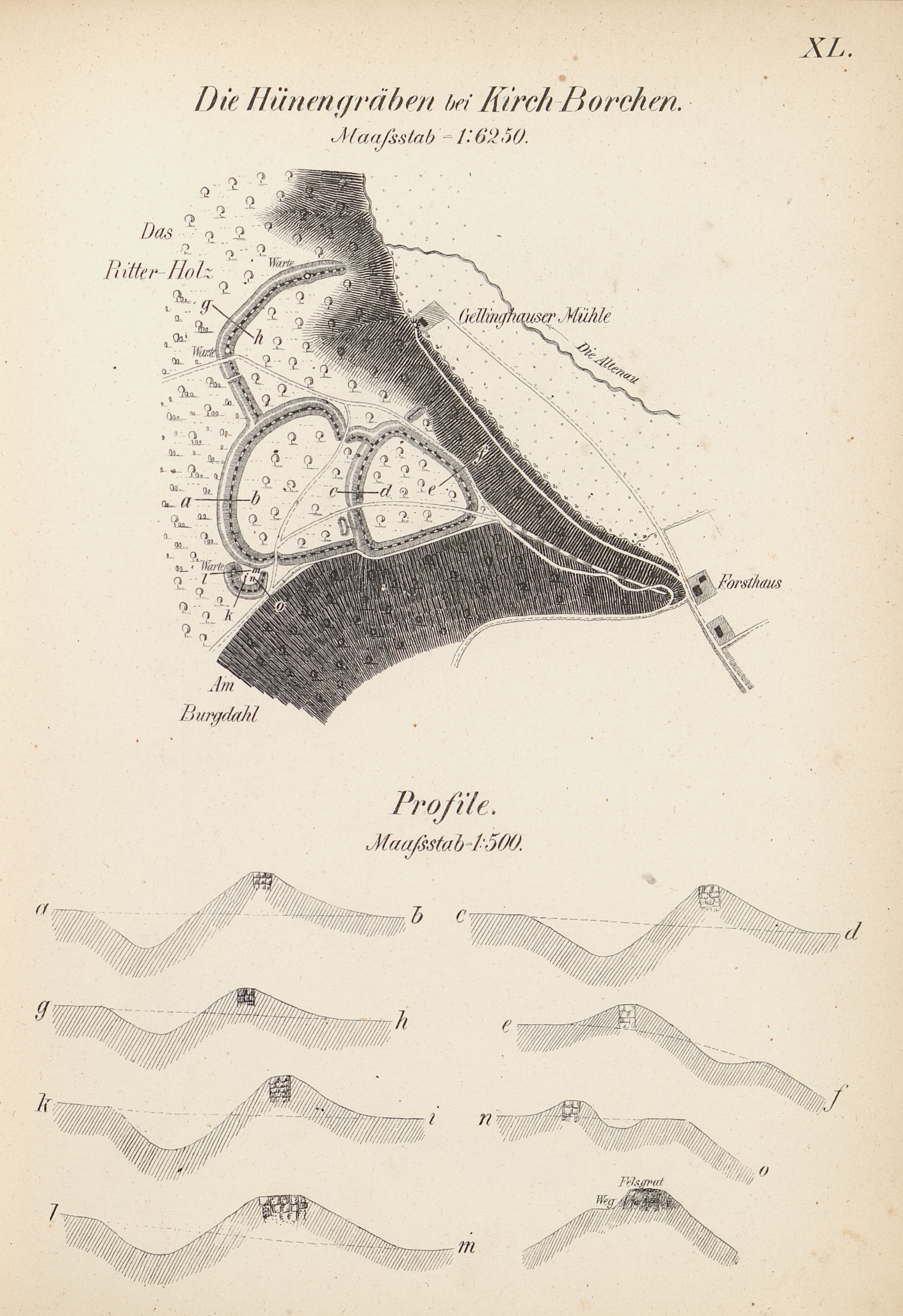
Lageplan der Anlage von Ludwig Hölzermann, 1878

Erste Vermessungen und kleinere Grabungsschnitte wurden 1860 von Ludwig Hölzermann durchgeführt. Er deutete die Anlage als dreiteiliges sächsisches Heerlager. Ende des 19. Jahrhunderts erkannten Franz Biermann und Johann Heinrich Schmedding die Entstehung der Anlage über mehrere Entwicklungsphasen. Die Anlage wurde als karolingisch bis ottonisch datiert. Nur wenige Funde deuteten auf eisenzeitliche Nutzung hin.
Die neuere Forschung stützt sich vor allem auf Untersuchungen Peter Glüsings aus den 1970er und 1980er Jahren und die Ausgrabungen unter Leitung Werner Bests zwischen 1996 und 2004.
2002 konnten bei einer Prospektion mit der Metallsonde über 100 Funde eingemessen und sichergestellt werden. Zuvor deuteten Spuren auf Raubgrabungen auf dem Gelände hin.
2011 ließ die Altertumskommission für Westfalen die Vorwälle und Teile der Hauptburg neu vermessen.

## Bewertung
Die Wallburg gilt als eine der besterhaltenen Anlagen ihrer Art in Westfalen. An einigen Stellen kann man Trockenmauerwerk erkennen. Grabungen hatten mit Mörtel gefertigte Torbefestigungen zum Befund. Ungewöhnlich ist die Dauer der Nutzung der Anlage. Da bei dieser Anlage verschiedene Schichten übereinander liegen, lassen sich die einzelnen Bauphasen nur schwer datieren. Man geht davon aus, dass sie als Schutzburg verschiedener Gruppen in verschiedenen Entwicklungsphasen zwischen ca. 700 v. Chr. bis ca. 1200 n. Chr. entstand. Der Befund früher Bauphasen deutet auf die keltische Kultur bzw. deren Einfluss hin. Ihre räumliche Nähe zu den Steinkistengräbern am Lechtenberg macht auch eine noch frühere Nutzung der Wallanlage denkbar.